# Star Starachowice
Star Starachowice – polski klub sportowy powstały 26 marca 1926 roku w Starachowicach z połączenia Feniksa i Orkana.

## Historia sekcji piłkarskiej
26 marca 1926 roku w Starachowicach doszło do połączenia Feniksa i Orkana, co zaowocowało powstaniem nowego klubu OMTUR. Po sześciu latach zmienił on nazwę na SKS i wywalczył awans do klasy A. W sezonach 1934/35, 1935/36, 1936/37 drużyna zdobywała mistrzostwo A-klasy podokręgu kieleckiego. W międzyokręgowych finałach o mistrzostwo Kieleckiego OZPN przegrywała jednak ze zwycięzcami A-klasy częstochowskiej i zagłębiowskiej. Następnie klub w wyniku reorganizacji rozgrywek (likwidacji Kieleckiego OZPN w roku 1937) został przeniesiony do Warszawskiego Okręgowego Związku Piłki Nożnej. W 1939 roku wywalczył tytuł mistrzowski, lecz bez powodzenia walczył o awans do ligi państwowej, ustępując w tabeli Legii Poznań. Po zakończeniu II wojny światowej zespół brał udział w mistrzostwach okręgu i w klasie A dzięki udanemu finiszowi rozgrywek uplasował się na piątym miejscu. W 1948 roku piłkarze ze Starachowic zajęli drugą lokatę, tracąc do zwycięzcy Partyzanta Kielce jeden punkt. W kolejnym sezonie już pod nazwą Stal drużyna pewnie wygrała klasę A, co pozwoliło jej zagrać w barażach o II ligę. Klub zajął jednak ostatnie miejsce w swojej grupie i nie wywalczył awansu. W 1951 roku nastąpiła kolejna reorganizacja rozgrywek, dzięki której Stal trafiła do trzeciej grupy II ligi. W debiucie drużyna przegrała na wyjeździe z Górnikiem Wałbrzych 0:8, lecz mimo nieudanego początku zajęła czwarte miejsce, a rok później uplasowała się na szóstej pozycji.
Kolejne reorganizacje rozgrywek spowodowały, że klub trafił do nowo utworzonej III ligi, w której rywalizował (już jako Star) z innymi zespołami w latach 1955–1957. W 1958 roku powołano ligę okręgową, która stała się najwyższą klasą rozgrywkową w województwie kieleckim. W pierwszym sezonie starachowiczanie zajęli trzecie miejsce, przegrywając z Bronią Radom i Granatem Skarżysko-Kamienna. Dwa lata później Star zajął już pierwsze miejsce, ale nie wywalczył awansu w barażach ze Slavią Ruda Śląska. W 1965 roku po meczach barażowych starachowicka drużyna miała tyle samo punktów co Lech Poznań. Wymusiło to rozegranie dodatkowego meczu, który odbył się 5 sierpnia na stadionie Warszawianki i zakończył się wygraną rywali po golach zdobytych w dogrywce (w regulaminowym czasie gry było 1:1). Równie blisko wywalczenia awansu Star był rok później, gdy do upragnionego celu zabrakło jednej bramki. W sezonie 1965/1966 Star osiągnął także swój największy sukces w Pucharze Polski, docierając do 1/4 finału, gdzie uległ Pogoni Szczecin. Od sezonu 1966/1967 piłkarze ze Starachowic rywalizowali w nowo utworzonej III lidze, w której należeli do czołówki. W 1970 roku Star prowadzony przez Władysława Siecha wygrał rozgrywki, zapewniając sobie pierwsze miejsce już trzy kolejki przed końcem, remisując z Victorią Jaworzno 1:1 na terenie rywala.
W sezonie 1970/1971 Star zajął 11. miejsce w tabeli, mając zaledwie jeden punkt przewagi nad strefą spadkową. Utrzymanie zapewnił sobie odnosząc w końcówce dwa zwycięstwa: z Hutnikiem Nowa Huta i spadkowiczem Unią Racibórz. W kolejnych latach klub plasował się w środku tabeli lub w jej drugiej części. W 1974 roku drużynę prowadził były reprezentant Polski Horst Mahseli. Przełom nastąpił w sezonie 1975/1976, kiedy starachowiczanie zajęli trzecią lokatę. Dobrze radzili sobie wówczas w meczach domowych, odnosząc dziewięć zwycięstw. Gorzej spisywali się jednak na wyjeździe, notując zaledwie trzy wygrane i osiem porażek. Po raz kolejny Star dobrze zaprezentował się w sezonie 1978/1979 ulegając w ostatecznym rozrachunku tylko Górnikowi Zabrze, który awansował do I ligi. Następnie w klubie nastąpił kryzys i w 1981 roku drużyna po 11 latach spadła do trzeciej ligi. Rok później zanotowała kolejny spadek i na dwa lata znalazła się w lidze okręgowej. Po powrocie w grono trzecioligowców Star występował na tym poziomie rozgrywek w latach 1984–1987 i w sezonie 1988/1989, następnie został zdegradowany do IV ligi międzyokręgowej. Od sezonu 1993/1994 klub ponownie rywalizował w lidze okręgowej, zajmując w niej drugie miejsca za Czarnovią/Błękitnymi II Kielce, a później ustępując miejsca Orliczowi Suchedniów. Ponowny kryzys klubu doprowadził do powstania Staru/KSZO II, który wywalczył awans do IV ligi świętokrzyskiej. W sezonie 2000/2001 drużyna (ponownie pod nazwą Star) zajęła pierwsze miejsce, wyprzedzając drugą Nidę Pińczów o siedem punktów. Awans do III ligi był jednak ostatnim zrywem starachowickich piłkarzy, którzy przegrywając 28 spotkań spadli do IV, a następnie do V ligi. Pogłębiający się kryzys doprowadził do wycofania drużyny po rundzie jesiennej sezonu 2004/2005. Zespół reaktywowano w 2007 roku i przystąpił on do rozgrywek w klasie A. Na tym poziomie klub występował do 2013 roku, kiedy to awansował do klasy okręgowej. W niej spędził 6 sezonów, po czym awansowali do IV ligi. W sezonie 2022/2023 Star Starachowice wygrał świętokrzyską grupę IV ligi i awansował do III ligi.

### Historia występów ligowych
Źródła:
| sezon   | liga                                         | poziom ligowy                                | miejsce                                      | punkty                                       | bramki                                       | uwagi                                        |
| ------- | -------------------------------------------- | -------------------------------------------- | -------------------------------------------- | -------------------------------------------- | -------------------------------------------- | -------------------------------------------- |
| 1970/71 | II liga                                      | II                                           | 11/16                                        | 29                                           | 25:23                                        |                                              |
| 1971/72 | II liga                                      | II                                           | 9/16                                         | 31                                           | 40:39                                        |                                              |
| 1972/73 | II liga                                      | II                                           | 10/16                                        | 28                                           | 33:35                                        |                                              |
| 1973/74 | II liga, gr. południowa                      | II                                           | 12/16                                        | 27                                           | 26:26                                        |                                              |
| 1974/75 | II liga, gr. południowa                      | II                                           | 9/16                                         | 29                                           | 16:26                                        |                                              |
| 1975/76 | II liga, gr. południowa                      | II                                           | 3/16                                         | 32                                           | 37:30                                        |                                              |
| 1976/77 | II liga, gr. południowa                      | II                                           | 12/16                                        | 28                                           | 31:30                                        |                                              |
| 1977/78 | II liga, gr. południowa                      | II                                           | 6/16                                         | 32                                           | 32:33                                        |                                              |
| 1978/79 | II liga, gr. II                              | II                                           | 2/16                                         | 34                                           | 49-45                                        |                                              |
| 1979/80 | II liga, gr. II                              | II                                           | 11/16                                        | 27                                           | 37-44                                        |                                              |
| 1980/81 | II liga, gr. II                              | II                                           | 16/16                                        | 17                                           | 21-52                                        | spadek                                       |
| 1981/82 | III liga, gr. IV                             | III                                          | 14/14                                        | 18                                           | 27-51                                        | spadek                                       |
| 1982/83 | klasa okręgowa                               | IV                                           | brak danych                                  | brak danych                                  | brak danych                                  |                                              |
| 1983/84 | klasa okręgowa                               | IV                                           | brak danych                                  | brak danych                                  | brak danych                                  | awans                                        |
| 1984/85 | III liga, gr. VII                            | III                                          | 6/14                                         | 28                                           | 31-25                                        |                                              |
| 1985/86 | III liga, gr. VII                            | III                                          | 4/16                                         | 36                                           | 49-38                                        |                                              |
| 1986/87 | III liga, gr. VII                            | III                                          | 13/15                                        | 20                                           | 27-45                                        | spadek                                       |
| 1987/88 | brak danych                                  | brak danych                                  | brak danych                                  | brak danych                                  | brak danych                                  | awans                                        |
| 1988/89 | III liga, gr. VII                            | III                                          | 11/14                                        | 17                                           | 18-37                                        | spadek                                       |
| 1989-98 | brak danych                                  | brak danych                                  | brak danych                                  | brak danych                                  | brak danych                                  | brak danych                                  |
| 1998/99 | klasa okręgowa, gr. Kielce                   | V                                            | 2/17                                         | 66                                           | 79-23                                        |                                              |
| 1999/00 | klasa okręgowa, gr. Kielce                   | V                                            | 1/16                                         | 65                                           | 81-31                                        | ; awans                                      |
| 2000/01 | IV liga, gr. świętokrzyska                   | IV                                           | 1/18                                         | 79                                           | 84-19                                        | awans                                        |
| 2001/02 | III liga, gr. IV                             | III                                          | 18/18                                        | 12                                           | 25-88                                        | spadek                                       |
| 2002/03 | IV liga, gr. świętokrzyska                   | IV                                           | 16/18                                        | 32                                           | 37-53                                        | spadek                                       |
| 2003/04 | klasa okręgowa, gr. świętokrzyska            | V                                            | 6/16                                         | 46                                           | 59-39                                        |                                              |
| 2004/05 | klasa okręgowa, gr. świętokrzyska            | V                                            | 16/16                                        | 28                                           | 24-102                                       | zespół wycofany po rundzie jesiennej         |
| 2005/06 | zespół nie występował w rozgrywkach ligowych | zespół nie występował w rozgrywkach ligowych | zespół nie występował w rozgrywkach ligowych | zespół nie występował w rozgrywkach ligowych | zespół nie występował w rozgrywkach ligowych | zespół nie występował w rozgrywkach ligowych |
| 2006/07 | zespół nie występował w rozgrywkach ligowych | zespół nie występował w rozgrywkach ligowych | zespół nie występował w rozgrywkach ligowych | zespół nie występował w rozgrywkach ligowych | zespół nie występował w rozgrywkach ligowych | zespół nie występował w rozgrywkach ligowych |
| 2007/08 | klasa A, gr. świętokrzyska II                | VI                                           | 4/11                                         | 37                                           | 60-18                                        |                                              |
| 2008/09 | klasa A, gr. świętokrzyska II                | VII                                          | 10/14                                        | 30                                           | 43-48                                        | [ b ]                                        |
| 2009/10 | klasa A, gr. świętokrzyska I                 | VII                                          | 6/14                                         | 36                                           | 43-34                                        |                                              |
| 2010/11 | klasa A, gr. świętokrzyska II                | VII                                          | 6/14                                         | 40                                           | 45-33                                        |                                              |
| 2011/12 | klasa A, gr. świętokrzyska II                | VII                                          | 4/14                                         | 43                                           | 51-37                                        |                                              |
| 2012/13 | klasa A, gr. świętokrzyska II                | VII                                          | 1/14                                         | 61                                           | 70-28                                        | awans                                        |
| 2013/14 | klasa okręgowa, gr. świętokrzyska            | VI                                           | 11/16                                        | 35                                           | 46-54                                        |                                              |
| 2014/15 | klasa okręgowa, gr. świętokrzyska            | VI                                           | 7/16                                         | 45                                           | 47-36                                        |                                              |
| 2015/16 | klasa okręgowa, gr. świętokrzyska            | VI                                           | 3/16                                         | 57                                           | 61-39                                        |                                              |
| 2016/17 | klasa okręgowa, gr. świętokrzyska            | VI                                           | 7/16                                         | 49                                           | 56-39                                        |                                              |
| 2017/18 | klasa okręgowa, gr. świętokrzyska            | VI                                           | 3/16                                         | 59                                           | 79-41                                        |                                              |
| 2018/19 | klasa okręgowa, gr. świętokrzyska            | VI                                           | 1/16                                         | 77                                           | 96-22                                        | awans                                        |
| 2019/20 | IV liga, gr. świętokrzyska                   | V                                            | 5/18                                         | 32                                           | 31-28                                        | sezon zakończony po 18. kolejce              |
| 2020/21 | IV liga, gr. świętokrzyska                   | V                                            | 11/20                                        | 54                                           | 62-70                                        |                                              |
| 2021/22 | IV liga, gr. świętokrzyska                   | V                                            | 2/18                                         | 77                                           | 92-29                                        |                                              |
| 2022/23 | IV liga, gr. świętokrzyska                   | V                                            | 1/18                                         | 98                                           | 134-19                                       | awans                                        |
| 2023/24 | III liga, gr. IV                             | IV                                           | 3/18                                         | 66                                           | 52-27                                        |                                              |
| 2024/25 | III liga, gr. IV                             | IV                                           | 7/18                                         | 55                                           | 61-46                                        |                                              |

## Sukcesy
- 2. miejsce w II lidze w sezonie 1978/1979
- 1/4 finału Pucharu Polski w sezonie 1965/1966

## Reprezentanci kraju grający w klubie
| - Józef Smoczek - Witold Kasperski - Roman Kasprzyk - Henryk Bolesta - Michał Gębura |

- Marcin Kaczmarek

## Inne sekcje
Oprócz drużyny piłkarskiej w klubie powstały także inne sekcje: siatkówki, tenisa ziemnego, motorowa, pięściarska i kolarska. Siatkówka stała na niskim poziomie i nie zyskała popularności. W 1951 roku utworzono drużynę koszykówki, która posiadał zarówno zespół męski i żeński. Kobieca drużyna odnosiła większe sukcesy, m.in. wygrywała rozgrywki ligi okręgowej i międzywojewódzkiej. Barwy sekcji bokserskiej reprezentowali m.in. Włodzimierz Bednarczuk, który zdobył wicemistrzostwo Polski w wadze superciężkiej oraz Arkadiusz Lipa, dwukrotny mistrz Polski w wadze muszej i brązowy medalista mistrzostw świata w Hawanie (1973). W 1966 roku w klubie działało łącznie dziewięć sekcji, w których trenowało blisko 800 zawodników i zawodniczek. Później w Starze istniała także drużyna szachistów.